# Auxilium Pallacanestro Torino
O Auxilium Pallacanestro Torino, também conhecido como FIAT Torino por motivos de patrocinadores, é um clube profissional situado na cidade de Turim, Piemonte, Itália que atualmente disputa a Liga Italiana. Foi fundado em 1974 e manda seus jogos na PalaRuffini com capacidade para 4500 espectadores.